# Alexander Shafranovich
Alexander Shafranovich est un joueur israélien de volley-ball né le 2 avril 1983 à Prylouky (URSS). Il mesure 1,94 m et joue réceptionneur-attaquant. Il est international israélien.
Né en URSS, il émigre en Israël avec ses parents en 1994. Avant de se décider pour le volley-ball, Alexander Shafranovich a débuté dans le tennis.

## Clubs
| Club                         | De        | À         |
| ---------------------------- | --------- | --------- |
| VfB Friedrichshafen          | 2004-2005 | 2004-2005 |
| EA Patras                    | 2005-2006 | 2005-2006 |
| Azovstal Mariupol            | 2006-2007 | 2006-2007 |
| Beauvais OUC                 | 2007-2008 | 2007-2008 |
| Montpellier UC               | 2008-2009 | 2009-2010 |
| Budvanska Rivijera Budva     | 2010-2011 | 2010-2011 |
| TSV Unterhaching             | 2011-2012 | 2012-2013 |
| Nantes Rezé Métropole Volley | 2012-2013 | ...       |
| Π.Α.Ο.Κ. (el)                |           |           |
| Jastrzębski Węgiel           |           |           |

## Palmarès
- Championnat du Monténégro (1)
  - Vainqueur : 2011
- Championnat d'Allemagne (1)
  - Vainqueur : 2005
  - Finaliste : 2012
- Championnat de Grèce (2)
  - Vainqueur : 2015, 2017
  - Finaliste : 2018, 2019
- Coupe du Monténégro (1)
  - Vainqueur : 2011
- Coupe de France (1)
  - Vainqueur : 2008
  - Finaliste : 2010
- Coupe d'Allemagne (2)
  - Vainqueur : 2005, 2013
  - Finaliste : 2012
- Coupe de Grèce (3)
  - Vainqueur : 2015, 2018, 2019